# Montara (California)
Montara es un lugar designado por el censo (Census-designated Place, CDP en inglés) en el condado de San Mateo, California, Estados Unidos. La población era 2.950 en el censo 2000. Las comunidades próximas incluyen Moss Beach y Princeton-by-the-Sea.

## Geografía y ambiente
Montara está situado aproximadamente a 20 millas al sur de San Francisco y 50 millas al norte de Santa Cruz, California. Las ciudades vecinas incluyen Pacifica al norte, Moss Beach, El Granada, y al sur Half Moon Bay. Según la oficina de censo de Estados Unidos, el CDP tiene un área total de 10.2 kilómetros ²(de 3.9 millas²), toda tierra. El potentilla de Hickman raro y puesto en peligro de la especie ocurre en la extremidad norteña de Montara en las cuestas sobre el arroyo Martini en las elevaciones que se extienden a partir del 10 a 125 metros. La vecina montaña Montara, parte de las montañas de Santa Cruz, se levanta a una elevación de 1.898 pies sobre nivel del mar. La montaña es accesible por un camino de grava de fuego . En algunas ocasiones ligeras nevadas han caído en los alcances superiores de la montaña.

## Demografía
Según el censoGR2 del 2000, había 2.950 personas, 1.010 casas, y 756 familias que residían en el CDP. La densidad demográfica era de 289.8/km² ( 751.0/mi²). Había 1.034 casas con una densidad media de 101.6/km² ( 263.2/mi²). La división racial del CDP era 87.22% blancos, 1.22% afroamericanos, 0.34% indios americanos, 5.66% asiáticos, 0.37% isleños pacíficos, 3.17% de otras razas, y 4.63% a partir de dos o más razas. Hispanos o Latinos de cualquier raza eran el 11.05% de la población.

## Historia
Un faro fue establecido en el punto Montara en 1875. El área de Montara primero fue colonizada por granjeros a fines del siglo diecinueve. Una granja comercial de la flor, en funcionamiento, fue establecida en 1900. En 1905, Montara se convirtió en una parada en el nuevo ferrocarril Ocean Shore Railroad, entonces en construcción. El ferrocarril construyó un hotel al lado de la estación de tren. Los trenes animaron a visitantes de fin de semana al área, pero el desarrollo de la comunidad era muy lento. El ferrocarril iba operando arruinadamente y cesó en 1920, pero el hotel permanece y, aunque fue remodelado grandemente, todavía está hoy, entre la carretera 1 de California y la calle principal.
La segunda carretera pavimentada de California, Pedro Mountain Road,se completó en 1914,proporcionando otra conexión entre Montara y San Francisco.

## Notable
En 2003 Montara adquirió su sistema de abastecimiento de agua de la alemana RWE. Los residentes de Montara pagan por su abastecimiento una de las tasas más altas de California.
- Datos: Q2682480

1. ↑  Zip Data Maps, código ZIP n.º 94037.